# Jane the Virgin
Jane the Virgin är en amerikansk TV-serie som utvecklats av TV-producenten Jennie Snyder Urman. Den är baserad på den venezuelanska telenovelan Juana la virgen skapad av producenten Perla Farías, direktör på Telemundo. Serien hade premiär 13 oktober 2014 på The CW och sändes i fem säsonger fram till och med 31 juli 2019. I Sverige visades serien i Kanal 11.

## Handling
Som ung flicka bestämmer sig Jane Villanueva att vara kysk tills hon är gift när hennes mormor övertalar henne. När hon är 23 år och förlovad med sin pojkvän, Michael, går dock allt snett när hon blir inseminerad av en klumpig läkare och blir gravid fast hon är oskuld. Jane blir inkastad i en komplicerad situation där hon måste bestämma om hon är redo att bli mamma, hur hennes förhållande kommer att bli med pappan, Rafael, och om hon kan hålla sitt abstinenslöfte till sin mormor.

## Rollista (i urval)
- Gina Rodriguez - Jane Gloriana Villanueva
- Andrea Navedo - Xiomara "Xo" Gloriana Villanueva
- Justin Baldoni - Rafael Solano
- Yael Grobglas - Petra Solano (födelsenamn: Natalia)
- Ivonne Coll - Alba Gloriana Villanueva
- Brett Dier - Michael Cordero, Jr.
- Jaime Camil - Rogelio de la Vega